# 차운시 레오파디
촌시 리어파디(Chauncey Leopardi, 영어 발음: /ˈtʃɔːnsi liəˈpɑːrdi/, 1981년 6월 14일 ~ )는 미국의 배우이다.
미국에서 태어났다.

## 출연 작품

### 영화
- 신부의 아버지 (1991)
- 정의의 사총사 (1992, The Ring of the Musketeers)
- 리틀 야구왕 (1993)
- 꼬마 유령 캐스퍼 (1995) - 니키 역
- 빅 그린 (1995, The Big Green)
- 하우스게스트 (1995, Houseguest)
- 세이프 (1995)
- Sticks and Stones (1996)
- 퍼머넌트 미드나잇 (1998, Permanent Midnight)
- 섹스의 반대말 (1998)
- 리틀 야구왕 3 (2007, The Sandlot: Heading Home) - 스퀸츠 역

### 텔레비전
- 프릭스 앤 긱스 (1999-2000)
- 길모어 걸스 (2003-05)